# Kati Wolf
Kati Wolf (* 24. September 1974 in Szentendre, Ungarn) ist eine ungarische Sängerin und ein Model. Sie vertrat ihr Heimatland beim Eurovision Song Contest 2011 mit dem Titel What About My Dreams (ungarisch Szerelem, miért múlsz?) in Düsseldorf.

## Leben
Im Alter von sieben Jahren wurde Wolfs musikalisches Talent erkannt und sie sang den Soundtrack zum Zeichentrickfilm Vuk. Später schloss sie ihr schulische Laufbahn mit Abitur und Studium ab, bevor sie am Casting der ungarischen Version der Musikshow X-Factor teilnahm und bis in eine der Endrunden kam. Derzeit steht sie bei Sony Music unter Vertrag.
Beim 56. Eurovision Song Contest 2011 in Düsseldorf trat Wolf am 10. Mai 2011 im ersten Halbfinale an. Sie gelangte in das vier Tage später stattfindende Finale, wo sie den 22. Platz belegte.

## Diskografie

### Alben
- 2009: Wolf-áramlat
- 2010: Az első X — 10 dal az élő showból
- 2011: Vár a holnap

### Singles
- 1981: Vuk dala
- 2011: Szerelem, miért múlsz? / Liebe, warum vergehst Du?
- 2012: Az, aki voltam / Das, was ich war
- 2013: Hívjuk elő
- 2013: A mesen tul / nach dem Märchen, englische Version: Porcelain (2014)